# Helicopsyche rossi
Helicopsyche rossi là một loài Trichoptera trong họ Helicopsychidae. Chúng phân bố ở miền Australasia.